# Trichomonadenseuche
Die Trichomonadenseuche ist eine durch Tritrichomonas foetus hervorgerufene Deckseuche der Rinder. Sie zählt in Deutschland zu den anzeigepflichtigen Tierseuchen, in der Schweiz zu den „auszurottenden Seuchen“ der Gruppe 2. Die Erkrankung kommt weltweit vor und zählte bis in die 1950er-Jahre zu den bedeutendsten Ursachen für Fruchtbarkeitsstörungen bei Rindern.

## Erreger
Der Erreger der Erkrankung ist Tritrichomonas foetus, ein Einzeller aus der Familie der Trichomonadidae mit drei Zug- und einer Schleppgeißel mit undulierender Membran. Die Übertragung erfolgt, wie bei Trichomonas vaginalis (ein verwandter Erreger einer sexuell übertragbaren Erkrankung des Menschen), bei der Begattung (venerisch). Darüber hinaus ist eine Übertragung durch Tierkontakt und indirekt durch Gegenstände möglich. Sehr selten kommt auch eine Übertragung durch Sperma vor. 
Außer bei Rindern kommt der Erreger auch im Darmkanal anderer Tierarten vor, bei Schweinen asymptomatisch, bei Katzen als Durchfallerreger (→ Tritrichomonose der Katze).

## Klinisches Bild
Bei Kühen verursacht der Erreger eine Scheiden-, Scheidenvorhof-, eitrige Gebärmutterschleimhaut- und Eileiterentzündung. Die Gebärmutterentzündung kann eitrig sein (Trichomonadenpyometra). Gelegentlich treten auch eine Entzündung des Mutterkuchens (Plazentitis) und damit gehäuftes Umrindern, verlängerte Brunstintervalle und Zwischenkalbezeiten auf. Selten werden auch Aborte ausgelöst (Trichomonadenabort). Der Parasit besiedelt den Geschlechtsapparat bis zu etwa 5 Monaten.
Bei männlichen Rindern verläuft die Erkrankung zumeist symptomlos. Gelegentlich tritt eine leichte Eichel-Vorhaut-Entzündung (Balanoposthitis) auf. Ältere Bullen können lebenslang infiziert bleiben.

## Diagnostik
Die Diagnose wird anhand von Vaginal- und Cervixtupfer- bzw. Präputialspülproben durch direkten Erregernachweis (Kultur, PCR) gestellt. 
Differenzialdiagnostisch müssen Enzootischer Campylobacter-Abort des Rindes, Brucellose, Q-Fieber, Leptospirose, Neosporose,
Pilzaborte, IBR/IPV und BVD/MD ausgeschlossen werden.

## Bekämpfung
Die einzuleitenden Therapie- oder Bekämpfungsmaßnahmen richten sich nach den tierseuchenrechtlichen Bestimmungen und wird vom Amtstierarzt festgelegt. Sie besteht im Regelfall in einer Schlachtung. Bei wertvollen Kühen kann eine Gebärmutterspülung mit Iodverbindungen, bei Bullen eine Verätzung des Penis mit 25%iger wässriger Silbernitratlösung erfolgen.